# Annie Cariel
Natalie Koniar dite Annie Cariel, née le 15 avril 1898 à Saint-Pétersbourg et morte le 19 novembre 1981 dans le 17e arrondissement de Paris, est une actrice française d'origine russe. 

## Biographie
Mariée avec le comédien Stéphane Audel, elle participera comme lui aux mises en scène du Cartel pendant l'entre-deux-guerres, travaillant notamment à l'Atelier de Charles Dullin et chez Louis Jouvet.

## Filmographie
- 1933 : Maison hantée de Roger Capellani
- 1935 : Le Collier du grand-duc de Robert Péguy (court métrage) : Mlle Fenouille
- 1935 : Le Parapluie de Monsieur Bec de Robert Péguy (court métrage)
- 1935 : Dora Nelson de René Guissart : Madame d'Aubigny
- 1935 : Retour au paradis de Serge de Poligny
- 1937 : Drôle de drame de Marcel Carné : Elisabeth Sopper, la femme du révérend
- 1937 : La Fessée de Pierre Caron
- 1937 : Sœurs d'armes de Léon Poirier
- 1938 : Les Gaietés de l'exposition de Ernest Hajos
- 1939 : Le Château des quatre obèses de Yvan Noé
- 1939 : Le jour se lève de Marcel Carné : Une locataire

## Théâtre
- 1926 : La Comédie du bonheur de Nicolas Evreinoff, adaptation Fernand Nozière, mise en scène Charles Dullin, Théâtre de l'Atelier
- 1934 : Tessa, la nymphe au cœur fidèle adaptation Jean Giraudoux d'après Basil Dean et Margaret Kennedy, mise en scène Louis Jouvet, Théâtre de l'Athénée
- 1937 : Rêves sans provision de Ronald Gow, mise en scène Alice Cocéa, Comédie des Champs-Élysées
- 1938 : Noces de sang de Federico García Lorca, mise en scène Marcel Herrand, Théâtre de l'Atelier
- 1941 : L'Occasion de Prosper Mérimée, mise en scène Louis Jouvet, Tournée en Amérique latine
- 1942 : On ne badine pas avec l'amour d'Alfred de Musset, mise en scène Louis Jouvet, Tournée en Amérique latine
- 1945 : Un ami viendra ce soir d'Yvan Noé et Jacques Companeez, mise en scène Jean Wall, Théâtre de Paris
- 1945 : La Maison de Bernarda Alba de Federico García Lorca, mise en scène Maurice Jacquemont, Studio des Champs-Élysées
- 1947 : La Maison de Bernarda Alba de Federico García Lorca, mise en scène Maurice Jacquemont, Théâtre des Célestins
- 1949 : L'Archipel Lenoir d'Armand Salacrou, mise en scène Charles Dullin, Théâtre des Célestins
- 1949 : La Marâtre d'Honoré de Balzac, mise en scène Charles Dullin, Théâtre des Célestins
- 1949 : L'Avare de Molière, mise en scène Charles Dullin, Théâtre des Célestins
- 1950 : Oncle Harry de Thomas Job, adaptation Marcel Dubois, Jacques Feyder, mise en scène Jean Marchat, Théâtre royal du Parc
- 1951 : Oncle Harry de Thomas Job, adaptation Marcel Dubois, Jacques Feyder, mise en scène Jean Marchat, Théâtre Antoine
- 1952 : Beau Sang de Jules Roy, mise en scène Raymond Hermantier, Théâtre de l'Humour
- 1953 : La Maison de la nuit de Thierry Maulnier, mise en scène Marcelle Tassencourt & Michel Vitold, Théâtre Hébertot
- 1954 : L'Épreuve de Marivaux, mise en scène Daniel Leveugle, Comédie de l'Est
- 1955 : La Tragédie de Roméo et Juliette de William Shakespeare, mise en scène Michel Saint-Denis, Comédie de l'Est, Théâtre des Célestins
- 1956 : Le Voleur d'enfants de Jules Supervielle, mise en scène Michel Saint-Denis, Comédie de l'Est
- 1958 : Procès à Jésus de Diego Fabbri, mise en scène Marcelle Tassencourt, Théâtre des Célestins
- 1958 : Éboulement au quai nord d’Ugo Betti, mise en scène Marcelle Tassencourt, Théâtre de Poche Montparnasse
- 1959 : Trésor party de Bernard Régnier d'après un roman de Wodehouse, mise en scène Christian-Gérard, Théâtre La Bruyère
- 1960 : Un barrage contre le Pacifique de Marguerite Duras, adaptation Geneviève Serreau, mise en scène Jean-Marie Serreau, Studio des Champs-Élysées
- 1963 : Noces de sang de Federico García Lorca, mise en scène Bernard Jenny, Théâtre du Vieux-Colombier
- 1963 : Et jusqu'à Béthanie de Jean Giraudoux, mise en scène Raymond Rouleau, Théâtre Montparnasse
- 1964 : Les Fausses Confidences de Marivaux, mise en scène Daniel Leveugle, Comédie de l'Est Grand Théâtre de Reims
- 1964 : Le Système Fabrizzi d'Albert Husson, mise en scène Sacha Pitoëff, Théâtre des Célestins
- 1965 : Port-Royal de Henry de Montherlant, mise en scène Jean Marchat, Festival d'Angers
- 1967 : Les Visions de Simone Machard de Bertolt Brecht, mise en scène Gabriel Garran, Théâtre de la Commune
- 1968 : Les Visions de Simone Machard de Bertolt Brecht, mise en scène Gabriel Garran, Théâtre-Maison de la culture de Caen
- 1969 : Tambours et Trompettes de Bertolt Brecht, mise en scène Jean-Pierre Vincent, Théâtre de la Ville
- 1972 : Non Stop de M. Z. Bordowicz, mise en scène Bronislaw Bordowicz, Poche Montparnasse
- 1973 : Aurélia de Robert Thomas, mise en scène de l'auteur, Théâtre Daunou
- 1973 : Le Tartuffe de Molière, mise en scène Roger Planchon